# گرینویل (ویرجینیا)
گرینویل (به انگلیسی: Greenville) یک منطقهٔ مسکونی در ایالات متحده آمریکا است که در شهرستان آگاستا، ویرجینیا واقع شده‌است. گرینویل ۹٫۵ کیلومتر مربع مساحت و ۸۳۲ نفر جمعیت دارد و ۴۸۸ متر بالاتر از سطح دریا واقع شده‌است.